# 蜘蛛平家蟹
蜘蛛平家蟹（学名：Heikeopsis arachnoides）是一个平家蟹属下的物种，由Manning与Holthuis在1986年首次描述并给出学名。蜘蛛平家蟹原产于日本，台湾亦有分布。蜘蛛平家蟹一般栖息在水下15-130米的沙中。